# Ахмад Кутті
Шейх Ахмад Кутті (народився у 1946 р. в штаті Керала в Індії) — видатний північноамериканський ісламський науковець. Зараз він займає посаду старшого наукового співробітника в Ісламському інституті Торонто та читає лекції у коледжі Емануель Університету Торонто. Він є батьком Файсала Кутті.

## Освіта та передумови становлення особистості
Шейх Кутті закінчив Ісламія коледж Сантапурам, найкращий ісламський навчальний заклад у південній Індії та отримав звання аль-Факіх фі аль-Дін (перший ступінь).
Він працював редактором в «Джамаат Керала» організації «Прободханам». Протягом роботи на початку 1970-х рр. він також переклав мовою малаялам книгу Саїда Кутба «Соціальна справедливість в Ісламі» (аль-адалатул іджтімаіййах фі аль-іслам).
Потім шейх Кутті навчався в Ісламському університеті Медіни в Саудівській Аравії й отримав звання з Усуль аль-Дін (перший ступінь).
У 1973 р. він приїхав у Канаду для навчання в магістратурі Університету Торонто за спеціальністю ісламознавство. Далі він отримав грант на своє навчання в докторантурі та проведення дослідження шаріату, зосереджуючись на роботі Шаха Валіуллаха. З 1975 по 1980 рр. він працював над докторською з шаріатської думки в Інституті ісламознавства Університету Макгіл під керівництвом професора Шарля Адамса та професора А. Унер Тургея. Цей інститут, заснований у 1952 р. Вілфредом Кантвелом Смітом, є першокласним інститутом ісламознавства в Північній Америці.
Під час візиту до Індії в 1976 р. ордер на арешт був виданий адміністрацією прем'єр-міністра Індіри Ганді у рамках надзвичайного стану шейху Кутті за його діяльність у «Джамаат-і-Ісламі» та «Прободханам». В Індії надзвичайний стан, проголошений по всій країні, тривав 21-го місяць в 1975—1977 рр., коли прем'єр-міністром був Індіра Ганді. Офіційно президент Фахруддін Алі Ахмед статтею 352 (1) Конституції для випадку «внутрішнього неспокою», ввів надзвичайний стан 25 липня 1975 р. та скасував 21 травня 1977 р.
Його син Файсал Кутті розповідав свої ранні дитячі спогади, коли вони переїжджали з будинку в будинок до того часу, поки сім'я отримала можливість покинути Індію.

У 2003 році шейх Кутті був у газетних заголовках по всьому світі, коли його та імама Абдула Хаміда зняли з рейсу 11 вересня, заарештували та утримували в тюрмі Форт Лаудердал. Вони летіли в Флориду для участі в ісламській конференції. Він — широковідомий науковець, проповідник і спікер на тему ісламу та мусульман. Цікаво, що з-поміж тем, які планувались обговорюватись на конференції, була небезпека ісламського фанатизму. Після повернення в Канаду шейх Кутті сказав: 
«Але якщо працівники американської імміграційної служби можуть переслідувати мене та Хаміда, які є широковідомими своїми проповідями, то що трапляється з простими мусульманами?»

## Кар'єра
Шейх Кутті був імамом у різних мечетях та ісламських центрах у Монреалі під час навчання у Макгілі. Далі він займав наступні посади:
1973—1975: заступник директора Ісламського центру Торонто
1979—1982: Директор/імам Ісламського центру Торонто
1984—1994: Директор/імам Ісламської організації Торонто
Викладач/імам у Ісламському інституті Торонто та запрошений імам/хатиб у наступних центрах/мечетях в Торонто: Ісламський центр Канади, мечеть Торонто, Боснійський ісламський центр та мечеть Ансар.
Шейх Кутті працював у Раді фікху в Північній Америці, знаного органу ісламського права на континенті. Він працював імамом та науковим співробітником у різних інституціях у Монреалі та Торонто, зокрема мечеть Джамі в Торонто та Ісламська організація в Торонто. Зараз він науковий співробітник у Ісламському інституті в Торонто.
Він талановитий письменник і написав велику кількість статей, книг і журнальних заміток. Він працював штатним науковцем, який відповідав на запитання з ісламського права на IslamOnline [Архівовано 19 квітня 2018 у Wayback Machine.] та OnIslam.net [Архівовано 18 липня 2019 у Wayback Machine.], а зараз працює на AboutIslam.net [Архівовано 2 травня 2022 у Wayback Machine.] та AsktheScholar.com [Архівовано 18 квітня 2022 у Wayback Machine.]. Також окрім лекцій, семінарів і міжрелігійних діалогів в Північній Америці, шейха Кутті запрошують як спікера в різні країни світу. Він також працює радником з шаріату в Консультативній групі з халялю, Агенції з сертифікації халяль в Торонто. Його фетви були перекладені багатьма мовами, зокрема французьку, бенгальську, малаялам.

Спочатку сильно підтримуючи Джамаат-і-ісламі хінд (Jamaat-e-Islami Hind) та Абул Ала Маудуді і салафітський рух, він був розчарований та зараз перебуває у пошуках істинного послання ісламу. Він пропонує гнучкий підхід до ісламу в сучасну епоху. Його промова про кризу мусульманського світу на щорічній конференції в Керала Студентської ісламської організації Індії в 2012 р. яскраво ілюструє його погляди та підхід. Шейх Кутті був одним з 120 імамів Канади, які підписали заяву, що засуджує тероризм. У заяві, координованій Канадською радою американсько-ісламських стосунків, читаємо:
 «Будь-хто, хто заявляє, що він мусульманин, та будь-яким чином причетний до позбавлення безневинних життя зраджує істинний сенс та букву ісламу».

## Нагороди
Шейх Ахмад Кутті був обраним одним з 500 найвпливовіших мусульман світу в 2009 році.